# Les Devineresses
Les Devineresses est la quatorzième fable du livre VII de Jean de La Fontaine situé dans le second recueil des Fables de La Fontaine, édité pour la première fois en 1678.

## Texte de la fable
C’est souvent du hasard que naît l’opinion ;

Et c’est l’opinion qui fait toujours la vogue.

Je pourrais fonder ce prologue

Sur gens de tous états ; tout est prévention,

Cabale, entêtement, point ou peu de justice :

C’est un torrent ; qu’y faire ? Il faut qu’il ait son cours,

Cela fut et sera toujours.

Une femme à Paris faisait la Pythonisse.

On l’allait consulter sur chaque évènement :

Perdait-on un chiffon, avait-on un amant,

Un mari vivant trop au gré de son épouse,

Une mère fâcheuse, une femme jalouse ;

Chez la Devineuse on courait,

Pour se faire annoncer ce que l’on désirait.

Son fait consistait en adresse.

Quelques termes de l’art, beaucoup de hardiesse,

Du hasard quelquefois, tout cela concourait :

Tout cela bien souvent faisait crier miracle.

Enfin, quoique ignorante à vingt et trois carats

Elle passait pour un oracle.

L’oracle était logé dedans un galetas.

Là cette femme emplit sa bourse,

Et sans avoir d’autre ressource,

Gagne de quoi donner un rang à son mari :

Elle achète un office, une maison aussi.

Voila le galetas rempli

D’une nouvelle hôtesse, à qui toute la ville,

Femmes, filles, valets, gros Messieurs, tout enfin,

Allait comme autrefois demander son destin :

Le galetas devint l’antre de la Sibylle.

L’autre femelle avait achalandé ce lieu.

Cette dernière femme eut beau faire, eut beau dire,

Moi Devine ! on se moque ; Eh Messieurs, sais-je lire ?

Je n’ay jamais appris que ma croix de par Dieu.

Point de raison ; fallut deviner et prédire,

Mettre à part force bons ducats,

Et gagner malgré soi plus que deux Avocats.

Le meuble, et l’équipage aidaient fort à la chose :

Quatre sièges boiteux, un manche de balai,

Tout sentait son sabbat, et sa métamorphose :

Quand cette femme aurait dit vrai

Dans une chambre tapissée,

On s’en serait moqué ; la vogue était passée

Au galetas ; il avait le crédit :

L’autre femme se morfondit.

L’enseigne fait la chalandise.

J’ai vu dans le Palais une robe mal mise

Gagner gros : les gens l’avaient prise

Pour maître tel, qui traînait après soi

Force écoutants ; Demandez-moi pourquoi.
— Jean de La Fontaine, Fables de La Fontaine, Les Devineresses, texte établi par Jean-Pierre Collinet, Fables, contes et nouvelles, Gallimard, « Bibliothèque de la Pléiade », 1991, p. 277